# دوک ریچاردسون
دوک ریچاردسون (انگلیسی: Duke Richardson؛ زادهٔ ۱۹۶۴) ژنرال نیروی هوایی ایالات متحده آمریکا است، که از ژوئن ۲۰۲۲ فرماندهی تجهیزات نیروی هوایی را برعهده دارد.
ریچاردسون فعالیت نظامی را از سال ۱۹۸۳ در نیروی هوایی آمریکا آغاز کرد، از ۲۰۱۴ تا ۲۰۱۷ مدیر اداره هواپیماهای سوخت‌رسان مرکز مدیریت چرخه حیات نیروی هوایی بود، از ۲۰۱۷ تا ۲۰۱۹ به‌عنوان مدیر اداره ترابری هوایی ریاست جمهوری و مدیر اجرایی مرکز مدیریت چرخه حیات نیروی هوایی فعالیت می‌کرد و در فاصله سال‌های ۲۰۱۹ تا ۲۰۲۲ معاون نظامی دستیار وزیر نیروی هوایی در امور اکتساب، فناوری و لجستیک بود.